# Estêvão (juiz)
Estêvão foi um nobre da região de Narbona ativo durante o século IX. Suportamente era filho do vidama Estêvão. Qualificado como fiel nas fontes, recebeu em 849 um preceito do imperador Carlos, o Calvo, que o favoreceu sobre propriedade em Narbona. Foi descrito em 852 como vidama e juiz na corte do conde Udalrico, marquês de Gótia, em Crespià.